# Alekséi Isáyev
Alekséi Mijáilovich Isáyev (también Isáev; en ruso: Алексе́й Миха́йлович Иса́ев; 24 de octubre de 1908, San Petersburgo – 10 de junio de 1971, Moscú) fue un ingeniero de cohetes ruso de la etapa soviética.

## Semblanza
Isáyev comenzó a trabajar a las órdenes de Leonid Dushkin durante la Segunda Guerra Mundial en un avión interceptor experimental con motor cohete, el BI-1. En 1944 fundó su propia agencia de ingeniería de diseño de motores cohete de propelente líquido. Después de abandonar el diseño de motores alemán (pesado, complejo y con problemas de sobrecalentamiento), el principal diseñador de motores de la URSS, Valentín Glushkó, adoptó las innovaciones de Isáyev: cámaras de combustión delgadas revestidas de cobre reforzadas con soportes de acero, deflectores antioscilaciones para proteger los motores cohete, y una plataforma de inyectores plana con inyectores-mezcladores por turbulencia. Estos diseños supusieron una simplificación enorme de los diseños anteriores del motor procedente de las V-2 (denominados la "pesadilla de plomo"), porque evitaba la necesidad de utilizar líneas de combustible separadas para cada inyector. Isáyev fue el primero que propuso el sistema de combustión escalonada (Замкнутая схема) en 1949. 
A pesar de que sus inventos influyeron en el diseño de Glushko de grandes motores, Isaev fue más conocido por concepción de pequeños cohetes muy eficaces. Diseñó motores para los cohetes antiaéreos y antimisiles soviéticos. En 1951 diseñó el motor del misil de corto alcance  R-11 Zemlya, conocido en la OTAN como Scud. 
También diseñó una serie motores con corrección de trayectoria para las sondas planetarias soviéticas, incluyendo el KDU-414 (utilizado en las misiones Venera 1, Mars 1 y hasta la Venera 8); el KTDU-425 (utilizado en sondas planetarias posteriores); el KTDU-5 (utilizado en los alunizajes soviéticos desde el Luna 4 al Luna 13); y el TDU-1 (unidad del motor de frenado Nº 1) de las naves  vostok.

## Reconocimientos
- Isáyev era miembro correspondiente de la Academia de Ciencias de la URSS.

## Eponimia
- La Agencia de Diseño de Ingeniería Química A. M. Isáyev lleva este nombre en su honor.
- El cráter Isaev, situado en la cara oculta de la Luna también conmemora su nombre.